# Період Адзуті-Момояма
Період Адзуті-Момояма (яп. 安土桃山時代, адзуті момояма дзідай) — період в історії Японії з 1573 по 1603 роки. Тривав від часу ліквідації Одою Нобунаґою сьоґунату Муроматі до створення Токуґавою Іеясу нового сьоґунату в Едо.
Назва періоду походить від замків Адзуті і Момояма, центральних резиденцій Оди Нобунаґи і Тойотомі Хідейосі, фактичних правителів Японії у другій половині 16 століття.
Період Адзуті-Момояма характеризувався ліквідацією регіональних світських і релігійних державних утворень, об'єднанням Японії, відновленням авторитету імператорського двору, поширенням християнства та активними контактами із закордоном, насамперед Європою.

## Хронологічні рамки
Початком можна вважати 11-й рік Ейроку (1568), коли Ода Нобунага присягнув Асікага Йошіакі, і 4-й рік Генкі (1573), коли Йошіакі був висланий з Кіото, а сьогунат Муроматі був фактично знищений. Будівництво замку Азучі розпочалося в 1576 році. Заключний етап — 3-й рік Кейчо (1598), коли Тойотомі Хідейосі помер, 5-й рік Кейчо (1600), коли Токугава Іеясу виграв битву при Секігахарі, і 8-й рік Кейчо, коли Іеясу став сьогуном і запровадив сьогунат  Едо (1603). Різниця полягає в тому, що поняття «епоха Ода / Тойотомі» розділене, але той факт, що він перекривається з епохою Муроматі та епохою Воюючих держав, ускладнює її визначення.

## Історія мистецтва
В історії мистецтва період до знищення клану Тойотомі в 1615 р. зазвичай називають періодом Адзуті-Момояма. Це пояснюється тим, що була створена чудова творча атмосфера, якій сприяли Хідейосі та інші впливові люди тієї епохи, що панувала в Японії, незалежно від того, де були адміністративні центри. В Кіото та околицях, які були культурним центром того часу, Тойотомі Хідейорі, який став наступником Хідейосі, активно будував святині та храми. Однак після падіння сім'ї Тойотомі культура Момояма змінилася, і, з одного боку, ступінь витонченості зросла, створивши елегантну архітектуру Сукія, таку як Імператорська вілла Кацура, і з іншого боку, посилилася барокова тенденція змагатися за розкіш.

## Правління Оди Нобунаги
Влада Оди Нобунаги поступово зміцнювалася серед інших даймьо, і на момент переїзду до Кіото до двору Асікага Йошіакі, Нобунага правив регіонами Кінай та Токай, використовуючи авторитет імператора і сьогунату Муроматі. Була реалізована така політика, як військова реформа та введення фермерського господарства, скасування митних кордонів між провінціями, контроль над автономними містами, такими як Сакай, та грошовий указ. Коли Нобунага вигнав Асікага Йошіакі з Кіото на 4-му році Генкі (1573), сьогунат Муромачі фактично розвалився і було створено адміністрацію Оди. На 7-му році ери Теньшо (1579) релігійна політика зводилась до придушення переможеної секти Нічірен шляхом впровадження теорії секти Азучі. Замок Адзуті був побудований в 1576 році. Він домінував у регіонах Токай і Хокуріку, орієнтуючись на Кінай. Навколо Кіото процвітала нова культура, яка відновила мир під владою Нобунаги. Нобунага продовжував розширювати свою владу і завоював центральну Японію, і здавалося, що об'єднання країни неминуче, але зрада Акечі Міцухіде і його напад на храм Хонноджі в 10 -й рік Теншо (1582) призвела до загибелі Нобунаги.

## Об'єднання країни Тойотомі Хідейосі
Хасіба Хідейосі, який дізнався про інцидент Хонноджі, одразу направився до Кіото і переміг Акечі Міцухіде в битві при Ямадзакі. В результаті він захопив контроль над адміністрацією Оди, включаючи проведення похорону Нобунаги. Хідейосі, який реорганізував територію васалів Ода як опікун Оди Хіденобу та Оди Нобукацу, зміцнив свою позицію наступника Нобунаги після конференції в Кійосу та битви під Шизугатаке. У 1583 році розпочалося будівництво замку в Осаці. На 14-му році ери Теньшо (1586) він був призначений міністром уряду Японії Кампаку і отримав прізвище Тойотомі . Для запобігання повстання селян було видано наказ про полювання на мечі. В якості приводу був названий намір зробити Великого Будду в храмі Хокодзі в Кіото із переплавлених мечей. У 1594 р. було створено книгу інспекції земель, а переліченим селянам надано права землеробства. Для визначення меж сіл було здійснено розподіл по селах. Була створена сільська система, за якою чиновники зі статусом самурая контролюють фермерів із селянським статусом, що фактично посилювало закріпачений стан селянства. Садибна система була повністю ліквідована. У 1592 р. (Перший рік Бунроку) Хідейосі здійснив перепис населення і провів загальнонаціональне опитування від дверей до дверей. У 1591 р. був виданий Указ про відокремлення, який сприяв поділу солдатів та веденню сільського господарства. Відокремлення торгівлі та сільського господарства прогресувало шляхом здійснення замкового поділу та сприяння поселенню купців у замкових містах . У перший рік Бунроку (1592) Хідейосі видав наказ про вислання місіонерів та наказ про заборону проповідування християнства. Того ж року Хідейосі почав війну із Кореєю, яка хоч і почалась вдало для японців, але до 1598 року була остаточно програна.
З іншого боку, в Японії розвинулася широкомасштабна торгівля, і такі великі комерційні міста, як Сакай, Хаката та Нагасакі, були передані під прямий контроль сім'ї Тойотомі. Дайме зосереджувалися на управлінні територією, а міста з особливими товарами процвітали. Крім того, сам Хідейосі активно займався культурною діяльністю, такою як чайна церемонія, а Кіото став центром його діяльності. Крім того, із Заходу були запроваджені гармати, і розпочались активна торгівля з європейцями. Династія Мін занепала, і замість традиційних імпортних монет (мідних) у Японії вироблялись та широко поширювалися вітчизняні золоті та срібні монети. Культура активно розвивалась і навіть вступила в нову еру (культура Момояма).

## Кінець правління Тойотомі
Коли Хідейосі помер у 1598 році, Токугава Ієясу, лідер П'яти старійшин, взяв на себе ініціативу в ході мирних переговорів, відкликав експедиційні сили з Кореї і отримав значний державний вплив. Він здобув перемогу в битві при Секігахарі в 1600 році проти Ісіди Міцунарі, зміцнив основи адміністрації і отримав посаду сьогуна у 1603 році. Це закінчило період Адзуті-Момояма і почало період Едо.